# Taehyun
Kang Tae-hyun (en hangul: 강태현; Gangnam, 5 de febrero de 2002), más conocido como Taehyun, es un cantautor, compositor, modelo, actor y bailarín surcoreano. Es popularmente conocido por formar parte del grupo TXT, bajo la discográfica Big Hit Music.

## Primeros años
Taehyun nació en Gangnam, Seúl, Corea del Sur; su familia está compuesta por sus padres, y su hermana mayor. Él estaba bastante cerca de la industria de entretenimiento desde que era un niño cuando protagonizó algunos comerciales. Sin embargo, el interés en convertirse en artista comenzó cuando vio una actuación de «Replay» de SHINee, y quedó especialmente impresionado por el baile de Taemin. Estudió en Hanlim Multi Art School.

## Carrera

### 2019-presente: Debut
Después de un período de entrenamiento de tres años, en enero de 2019 Taehyun fue el cuarto integrante en ser confirmado como parte de TXT, un grupo formado por Big Hit Music. Hizo su debut oficial con el grupo el 4 de marzo de 2019 con el miniálbum The Dream Chapter: Star. El 28 de abril de 2020, el grupo lanzó The Dream Chapter: Eternity, en el que Taehyun participó en la composición de la canción «Maze in the Mirror».

## Discografía

### Composiciones
| Año  | Artista | Canción                               | Álbum                              | Composición | Composición | Producción | Producción |
| Año  | Artista | Canción                               | Álbum                              | Crédito     | Con | Crédito    | Con        |
| ---- | ------- | ------------------------------------- | ---------------------------------- | ----------- | --- | ---------- | ---------- |
| 2020 | TXT     | «Maze in the Mirror» (거울 속의 미로) | The Dream Chapter: Eternity        | Sí          | Ver lista - Slow Rabbit - Yeonjun - Adora - Hueningkai - Soobin - Beomgyu | No         | —          |
| 2020 | TXT     | «Wishlist»                            | Minisode 1: Blue Hour              | Sí          | Ver lista - Sam Klempner - Yeonjun - Hueningkai - "Hitman" Bang - Sunshine - Melanie Fontana - Michel "Lindgren" Schulz - Kim Bo-sun - danke - Lee Su-ran - LIL 27 CLUB - Slow Rabbit - Ju Yun Kyeong - LUTRA | No         | —          |
| 2020 | TXT     | «Ghosting»                            | Minisode 1: Blue Hour              | Sí          | Ver lista - EL CAPITXN - danke - Kyler Niko - David Charles Fischer - Lee Su-ran - Lennon Stella - Erin McCarley - Slow Rabbit - Soobin - Kim Bo-sun - Ruuth - Chris James                                    | No         | —          |
| 2021 | TXT     | «What if I had been that PUMA»        | The Chaos Chapter: Freeze          | Sí          | Ver lista - 1월8일 - LUTRA - Beomgyu - Magnus - Ebenezer - Yeonjun - danke - "Hitman" Bang | No         | —          |
| 2021 | TXT     | «No Rules»                            | The Chaos Chapter: Freeze          | Sí          | Ver lista - Gavin Jones - Ollipop - Ryan Lawrie - 이스란 - Yeonjun - danke - Hueningkai - Beomgyu - "Hitman" Bang - 조윤경 - 1월8일                                                                           | No         | —          |
| 2021 | TXT     | «Dear Sputnik»                        | The Chaos Chapter: Freeze          | Sí          | Ver lista - EL CAPITXN - Hueningkai - "Hitman" Bang - Andy Love - danke - 김보은 - Gabriel Brandes - Matt Thomson - Max Lynedoch Graham - 송재경 - Ronnie Icon - 김선오 - 1월8일                              | No         | —          |
| 2021 | TXT     | «MOA Diary (Dubaddu Wari Wari)»       | The Chaos Chapter: Fight or Escape | Sí          | Ver lista - Alexander Karlsson - Beomgyu - Soobin - Gabriel Brandes - Matt Thomson - Max Lynedoch Graham - Yeonjun - Huening Kai - Taehyun - James F Reynolds - Big Hit Music                                 | No         | —          |

### Otras canciones
| Año  | Título                | Formato                     | Notas | Ref.   |
| ---- | --------------------- | --------------------------- | ----- | ------ |
| 2019 | «Over and Over Again» | Descarga digital, streaming | Cover | [ 10 ] |
| 2020 | «In My Blood»         | Descarga digital, streaming | Cover | [ 11 ] |
| 2020 | «Thank U, Next»       | Descarga digital, streaming | Cover | [ 12 ] |
| 2021 | «Let Me»              | Descarga digital, streaming | Cover | [ 13 ] |